# Michael Waibel
Michael Waibel (* 9. September 1980 in Dornbirn) ist ein österreichischer Rechtswissenschaftler und Universitätsprofessor. Waibel ist seit 2019 Professor für internationales Recht an der Rechtswissenschaftlichen Fakultät der Universität Wien. Zuvor war er unter anderem an der University of Cambridge und der Universität St. Gallen lehrend und forschend tätig.

## Ausbildung
Michael Waibel wurde am 9. September 1980 in Dornbirn im Vorarlberger Rheintal geboren. Er absolvierte 1999/2000 den Präsenzdienst beim österreichischen Bundesheer in Wien und besuchte danach noch ein halbes Jahr lang ein Gymnasium im spanischen Badajoz. Ab dem Jahr 2000 absolvierte Waibel dann das Diplomstudium der Rechtswissenschaften an der Universität Wien, welches er 2003 mit der Sponsion zum Magister der Rechtswissenschaften (Mag. iur.) abschloss. Direkt im Anschluss daran begann Waibel ein volkswirtschaftliches Studium an der London School of Economics and Political Science, welches er 2005 mit Auszeichnung als Master in Global Market Economics beendete. Parallel dazu nahm Michael Waibel ab 2004 das Doktoratsstudium der Rechtswissenschaften an der Universität Wien auf. 2008 schloss er das Doktoratsstudium wiederum mit Auszeichnung mit einer Dissertation zum Thema Sovereign debt before international courts and tribunals an der Universität Wien ab. Von 2007 bis 2008 absolvierte er noch ein postgraduales Studium an der Harvard Law School, wo er einen Master of Laws (LL.M.) erwarb, und erhielt 2017 einen Master of Arts (M.A.) an der University of Cambridge.

## Beruflicher Werdegang
Sein erstes berufliches Praktikum absolvierte Michael Waibel im August 2003 während des Erasmus-Auslandssemesters an der Universität Paris II Panthéon-Assas in der internationalen Pariser Rechtsanwaltskanzlei Vogel & Vogel. Während seiner Studienzeit an der London School of Economics and Political Science war er von 2004/2005 und 2005/2006 als Teaching Assistant bei Professor Francesco Caselli angestellt. Im Sommer 2004 war er als Trainee bei der Europäischen Zentralbank in Frankfurt am Main, im Sommer 2005 als Praktikant beim Internationalen Währungsfonds in Washington, D.C.
Anschließend arbeitete Michael Waibel von 2005 bis 2006 als Ökonom beim Internationalen Währungsfonds. Im Juli 2007 absolvierte er erneut ein Praktikum bei der internationalen Anwaltssozietät Clifford Chance LLP in London im Bereich Kapitalmarktrecht. Gleichzeitig arbeitete er während des Studiums von 2007 bis 2008 als Unterrichtsassistent für Wirtschaftsgeschichte bei Professor Jeffrey G. Williamson an der Harvard University. Im Jahr 2008 nahm er an der University of Cambridge eine Anstellung als British Academy Postdoctoral Fellow sowie am dortigen Lauterpacht Centre for International Law an. 2010 wurde er als Schmidheiny Gastprofessor für Recht und Wirtschaft an die Schweizer Universität St. Gallen berufen und kehrte 2012 als University Senior Lecturer in International Law nach Cambridge zurück. Dort wurde er 2014 stellvertretender Direktor des Lauterpacht Centre for International Law und Director of Studies im Jesus College.
Im Jahr 2019 ereilte Michael Waibel ein Ruf an seine Alma Mater, die Universität Wien: Ab September 2019 übernahm er eine Professur für Internationales Recht am Institut für Europarecht, Internationales Recht und Rechtsvergleichung an der Rechtswissenschaftlichen Fakultät der Universität Wien.